# Vagotonie
Vagotonie (Synonyme: Trophotropie, Parasympathikotonie) bezeichnet einen Zustand des vegetativen Nervensystems, bei dem das Gleichgewicht zwischen Sympathikus und Parasympathikus dauerhaft in Richtung des Parasympathikus verschoben ist. Der Nervus vagus („umherschweifender Nerv“) ist der wichtigste Nerv des Parasympathikus und war namensgebend für diesen Zustand. Das Gegenteil der Vagotonie ist die Sympathikotonie. Die Begriffe Vagotonie und Sympathikotonie wurden 1909 durch Hans Eppinger junior und Leo Hess begründet.
Vagotonie ist durch niedrigen Blutdruck (Hypotonie), langsamen Puls (Bradykardie), enge Pupillen (Miosis), beschleunigte Darm-Peristaltik, Bronchospasmus, vermehrtem Speichelfluss (Hypersalivation) und infolge von peripheren Durchblutungsstörungen durch kalte Hände und Füße gekennzeichnet.
Ausdauertraining fördert eine Vagotonie. Dies macht sich zum Beispiel in niedrigen Pulswerten bei diesen Sportlern bemerkbar. Die Vagotonie kann bei Ausdauersportlern zu nicht medikamentös behandelbaren Synkopen führen. Dann muss das Trainingsregime auf Intervalltraining oder kraftbetontes Training umgestellt werden, in Einzelfällen muss der Ausdauersport ganz beendet werden. Im Elektrokardiogramm zeigt sich eine Vagotonie durch eine Verlängerung der QT-Zeit, breite T-Wellen sowie biphasische und negative U-Wellen.